# Nanping
Nanping (em chinês 南平) é uma cidade da República Popular da China, localizada na província de Fujian. 

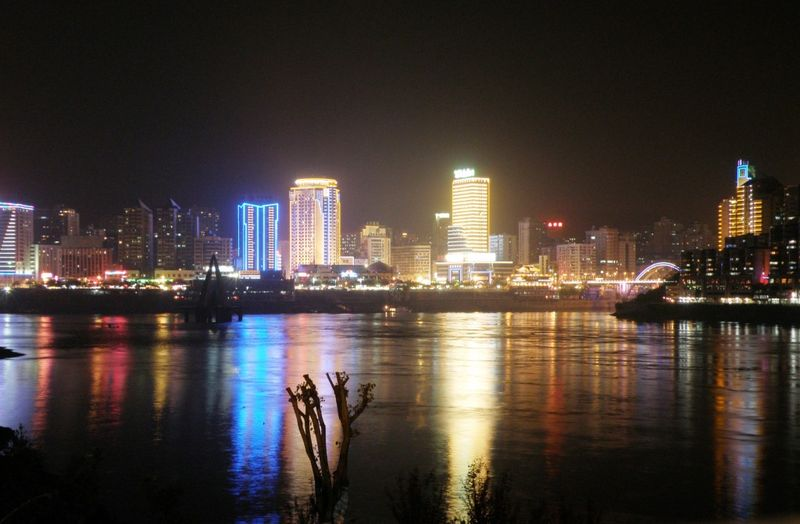
Nanping à noite.